# Estigmene rothi
Estigmene rothi là một loài bướm đêm thuộc phân họ Arctiinae, họ Erebidae.